# Mass Effect 2
A Mass Effect 2 egy 2010-ben megjelent akció-szerepjáték, melyet a BioWare fejlesztett és az Electronic Arts valamint a Microsoft Game Studios adott ki. Először Microsoft Windows és Xbox 360 alá jelent meg, 2011-ben pedig PlayStation 3-ra is. A Mass Effect-sorozat második része, a 2008-ban megjelent első rész közvetlen folytatása. A történet a XXII. században játszódik a Tejútrendszerben, ahol is az emberiséget egy rovarszerű idegen faj, a Begyűjtők fenyegetik. A főhős Shepard parancsnok, egy elit katona, akinek össze kell állítania a saját csapatát, hogy leszámolhasson a Begyűjtőkkel egy öngyilkos küldetés keretein belül. Az első részből áthozott mentéssel a cselekmény számos ponton befolyásolható.
A BioWare több elemet is átdolgozott, köztük az akciót, ahol immár véges számú lőszere van a fegyvereknek, viszont az életerő regenerálódik. Az előző részhez képest a mellékküldetések is jóval nagyobb hangsúlyt kaptak és kidolgozottabbak lettek. Megjelenését követően számos DLC-vel bővült a program, köztük négy olyan is volt, amely kibővítette a cselekményt is.
Megjelenését követően a Mass Effect 2-t jól fogadta a közönség és a kritika is, kiemelve a filmszerű megjelenítést, a változatos és jól kidolgozott karaktereket, valamint a javított harcrendszert. Kritika leginkább csak az egyszerűsített szerepjáték-elemeket érte. 2021-ben a Mass Effect Legendary Edition részeként adták ki újra. Folytatása, a Mass Effect 3 2012-ben jelent meg.
Hazánkban teljes magyar felirattal jelent meg a játék, kivéve a legutolsó, "Arrival" című kiegészítőt, mert az Electronic Arts onnantól nem honosította a programjait.

## Játékmenet
A Mass Effect 2 egy egyjátékos akció-szerepjáték, amelynek főhőse Shepard parancsnok, akit harmadik személyű nézetből irányíthatunk. A játék kezdete előtt meg kell határoznunk Shepard nemét, külsejét, katonai múltját, kapott kiképzését és keresztnevét. Választhatjuk azt is, hogy áthozzuk a mentésünket az előző részből, ilyenkor az ott megadott paraméterek kerülnek át a játékba, és emellett néhány korábbi döntésünknek megfelelően módosul a történet is. Az áthozott karakterek kisebb bónuszokat is kapnak. Hat karakterosztály közül választhatunk, ezek mindegyike másféle fegyvereket és képzettségeket sajátíthat el. A fegyverhasználat mellett léteznek az úgynevezett biotikus képzettségek is, ezt sem sajátíthatja el mindegyik karakterosztály, vagy nem teljes mélységében.
Az egyes helyszínek egy galaxistérképen közelíthetőek meg. A küldetéseket egy-egy bolygón vehetjük fel, ezek közt vannak tisztán harcközpontúak, de vannak olyanok is, ahol interakcióba kell lépnünk más karakterekkel. Ahogy halad előre a játék, úgy válnak elérhetővé új helyszínek és új csapattagok. A küldetések teljesítéséért tapasztalati pont jár, melyek egy bizonyos érték után szintlépéssel járnak együtt. Ekkor pontokat kapunk, melyet saját és csapattársaink képzettségeinek fejlesztésére fordíthatunk. Minden képzettség szintjének emeléséhez a szint számával megegyező pontszám szükséges (a maximális, negyeidk szint eléréséhez tíz-tíz pont kell). A negyedik szinten az adott képzettség specializálható két lehetőség közül választva.
Küldetések közt egy űrhajó szolgálatja a központot, amelyen elbeszélgethetünk a csapattársakkal, menedzselhetjük a fejlesztéseket, testreszabhatjuk a megjelenésünket, a dekorációt és a fegyverarzenált. 

### Harcrendszer
A küldetések teljesítése során a legtöbb esetben két csapattárs van velünk, akiket mi választhatunk ki. Ritkán előfordulhatnak olyan esetek, amikor csak ketten vagy éppen egyedül vagyunk. A harcok valós időben zajlanak, de egy gombnyomással megállíthatók, hogy utasításokat adjunk ki. Harc közben lehetőségünk van fedezékbe vonulni.
Az első részhez képest számos eltérés figyelhető meg, melyek a játékmenetre is erős befolyással vannak. Kisebb újításként megemlíthető a realisztikus sebzésmodell, a lelőtt ellenfelek egy rövid ideig még tartó mozgása, valamint a nehézfegyverek viselésének lehetősége. Bevezették az eredménymedálok megszerzését, valamint ehhez kapcsolódóan az elérhető teljesítményeket (achievement).
Vadonatúj az életerő automatikus visszatöltődése fedezékbe vonuláskor. Főszabályként mindegyikünknek van egy kék színnel jelzett pajzsa, ha az teljesen megsérül, akkor a piros színű életerőcsík kezd el fogyni. Az ellenfeleket is védheti ugyanúgy pajzs vagy épp speciális védelem, ami nehezebbé teszi a leszedésüket, ráadásul egyes ellenfelek regenerálódni is képesek. Az eddig gyógyításra használt medigél megmaradt, de az már csak a csapattársak felgyógyítására alkalmas. A korábbi fegyver-túlmelegedést is megszüntették: helyette a fegyverek hőelnyelő betétekkel működnek, amelyek a maximálisan használható lőszer mennyiségét is befolyásolják. A lelőtt ellenfelek által elhullajtott hőcserélő betétek kvázi lőszernek minősülnek, melyek lényegében univerzálisak.
Átdolgozásra került néhány látványos részlet is. Shepard és csapattársai az eddigi húsz különböző harci animáció helyett már közel 200 mozdulatra képesek. Az első rész, egy idő után unalomba fulladó egyen-bolygóit felváltották a ritkábban előforduló, de sokkal változatosabb véletlenszerű helyszínek, ahol immár nem a nehézkesen irányítható Mékó harci járművel haladunk, hanem egy űrsikló tesz le minket a kiindulási pontra. Bizonyos pályákon az M-44 Hammerhead nevű siklóval is repülhetünk. A korábbi, egy kattintásból álló nyersanyag-bányászatot a játék részévé tették azzal, hogy bevezették a kutatás-fejlesztést. A játék során megszerzett fegyver, páncél, hajó stb. fejlesztéseket nyersanyagok árán tudjuk kifejleszteni. Ehhez azonban szükségünk van az egyes lakatlan bolygók letapogatására és ásványkincseinek szondákkal való kitermelésére. Bizonyos esetekben a szondák anomáliákat jeleznek, ha azokat megkeressük, akkor egy újabb küldetés indulhat el.
Az előző rész négyféle fegyverzete helyett itt már 19 különféle fegyvert szerezhetünk meg illetve fejleszthetünk ki. A pisztolyok helyére a nehézpisztoly került, valamint a gránátokat is egy gránátvető segítségével lehet szórni. A korábbi fejlesztési rendszer megszűnt, így szintlépéskor sem kell pontokat költeni az egyes fegyver-képzettségekre. Helyette minden fegyver külön fejleszthető a megfelelő nyersanyagmennyiség és technológia birtokában. A felvett csapattársak kérésére teljesített lojalitás-küldetések befejeztével az ő képzettségeik is elsajátíthatók. Ezeket a küldetéseket egyébként is teljesítenünk kell, ha azt szeretnénk, hogy társaink túléljék a játékot lezáró öngyilkos küldetést. A játék befejezését követően elérhetővé válik a New Game+ játékmód, amivel nehezebb szinten kezdhetjük újra a programot, a már meglévő képzettségeink megtartása mellett.

### Párbeszédek és morálrendszer
Párbeszédek alatt egy kör alakú tárcsán választhatunk maximum hat opció közül. Ezek közül, csakúgy, mint az első részben, általában egy udvarias és egy lekezelőbb attitűdű, egy pedig jellemzően semleges, de lehet további információkat is kérni. Bizonyos válaszlehetőségek bónuszként érhetőek el, attól függően, hogy korábban milyenek voltak tetteink, amelyekkel pontokat gyűjthetünk a Példakép/Renegát skálán. Megfelelően nagy pontszám esetén érhetőek el a bónusz válaszok, amelyek nagymértékben megkönnyíthetik a dolgunkat. A kamera mozifilmekhez hasonlóan mozog minden párbeszéd közben, emellett véletlenszerűen felbukkanhatnak a párbeszédekben olyan pillanatok, amikor a képernyő bal (renegát) vagy jobb (példakép) oldalán felvillanó ikon hatására megnyomhatjuk az ahhoz kapcsolódó gombot. Ennek hatására a párbeszédet Shepard valami hősiessel vagy durvasággal szakítja meg, s ennek következtében több, az első részből már ismert Példakép/Renegát ponthoz juthat. Ezek a pontok kihatással vannak még a többi karakterrel való interakciókra is.

## Történet
|  | Alább a cselekmény részletei következnek! |

A játékok története a XXII. században játszódik a Tejútrendszerben, ahol úgynevezett tömegrelék segítségével lehetőséggé vált a csillagközi utazás. Ezt a technológiát a galaxis értelmes fajai szerint egy rég letűnt civilizáció, a protheánok építették, beleértve a Fellegvár nevű hatalmas űrállomást, amely a fajokat összefogó Tanács otthonául is szolgáló politikai és gazdasági központ. A Fellegvár Tanácsát az emberek, a turiánok, az aszárik és a szalárik alkotják, de rajtuk kívül léteznek még más értelmes lények is, mint például a hüllőszerű kroganok és drellek, a létfenntartó ruházathoz kötött kvariánok, az emberiséggel ellenséges batáriaiak vagy a hálózatba kötött mesterséges intelligencia gethek. Az első epizód cselekménye szerint a gethek megpróbáltak portált nyitni a Kaszásoknak (az első rész magyar fordítása alapján Pusztítók), amely egy rendkívül fejlett, szintetikus-organikus hibrid faj, hatalmas űrhajók képében létezik és időről időre visszatérnek, hogy elpusztítsanak minden fejlett civilizációt. Noha a Fellegvár a támadás ellenére is titkolja a veszedelem nagyságát, sokan félnek a visszatérésüktől. Ezalatt az emberi felsőbbrendűséget hirdető Cerberus nyíltan elkezdte hangoztatni, hogy az emberiségnek nagyobb szerep járna a galaktikus közösségben, és hogy minden eszköz, amely ezt a felemelkedést segíti, megengedett – beleértve az illegális kísérleteket és a terrorizmust is.
A Mass Effect 2 alig pár hónappal az első rész után folytatódik. A gethek után folytatott hajsza során a Normandiát támadás éri egy ismeretlen űrhajóról. A legénységet evakuálják, a ronccsá lőtt hajót a pilóta, Joker még megpróbálná letenni, de Shepard lebeszéli az öngyilkos műveletről. Együtt mennek a mentőkabinokhoz, amikor egy ismételt támadás során elválnak egymástól. A Normandia lezuhan a bolygóra, Shepard pedig élettelenül lebeg a mélyűrben.
Holttestét a Cerberus találja meg, akik a Lázár-terv segítségével két év alatt sikeresen regenerálják Shepardot. Shepard 2185-ben ébred fel egy támadás alatt álló Cerberus-űrbázison, ahonnét két Cerberus-ügynök, Jacob Taylor és Miranda Lawson segítségével menekül el. Hamarosan bemutatják őt a Rejtőző Fickónak, a Cerberus mögött álló milliárdosnak, aki elárulja neki, hogy azért hozták vissza a halálból, mert ő az egyetlen, aki segíthet mindenkin. Emberi kolóniák tucatjai tűnnek el rejtélyes módon, és a szóbeszéd szerint a misztikus Begyűjtők, egy rovarszerű faj rabolja el őket szisztematikusan. A Begyűjtők az Omega 4 relén keresztül közlekednek, amelyen még senki nem jutott át élve.
Hogy küldetését sikeresen teljesíthesse, a Rejtőző Fickó átadja Shepard részére a Joker által vezetett SSV Normandia 2-t, mely az eredeti tökéletes mása, leszámítva, hogy valamivel nagyobb és erősebb. Ezután megbízza, hogy állítson össze egy ütőképes csapatot a galaxis legjobbjaiból. Ezek a következők: Mordin Solus, a szalári orvos; az Arkangyal néven ismert régi csapattárs, Garrus Vakarián; a krogan hadúr, Okeer által lombikban kitenyésztett tökéletes krogan, Baka; valamint a veszedelmes bűnözőként számon tartott, különleges biotikus képességekkel rendelkező nő, Jack.
Az új csapat egyenest a Horizont nevű kolóniára utazik, amelyet a Begyűjtők épp támadás alá vettek. Itt találkozik Shepard a Vermáron életben maradt régi csapattársával, Kaidan Alenkóval vagy Ashley Williams-szel, aki kereken megtagadja a Cerberusszal való együttműködést. A bolygón komoly tűzharcok után felfedezik, hogy a Begyűjtők áldozataikat milyen módszerekkel gyűjtik be, valamint rájönnek arra is, hogy egy Begyűjtő hajó lőtte szét az első Normandiát.
A küldetés további sikeres folytatásához további csapattársak szükségesek a Rejtőző Fickó szerint. Ezek a következők: Samara, az aszári igazságosztó (vagy lánya, Morinth); Thane Krios, a drell bérgyilkos; illetve az előző részből szintén ismerős kvarián, Tali'Zorah. Miután együtt a csapat, a Rejtőző Fickó szerint készen fognak állni arra, hogy átmenjenek az Omega 4 relén. Ám előbb szükség van egy álcázásra használatos IFF-re, melyet egy harminchétmillió éve az űrben sodródó tetszhalott Kaszásból kell kilopniuk. A küldetés során találkoznak egy értelmes geth-tel, Légióval, aki szintén a csapat tagja lesz, miután elmondja: nem minden geth olyan gonosz, mint amilyennek látszik.
Az azonosító IFF első tesztje során a Begyűjtők azonnal lecsapnak a Normandiára, és míg a csapat távol van, elrabolják a legénységet. Csak Joker és a hajó mesterséges intelligenciája, EDI együttes munkája segítségével szabadulnak meg tőlük – de ekkorra már mindenkit elhurcoltak. Shepardnek egy újabb oka van átkelni az átjárón: legénységének megmentése.
Odaát nehézségekkel tarkítva érkeznek meg, ahol kiderül, hogy a Begyűjtők valójában genetikailag a Kaszások által eltorzított protheán mutánsok. Hogy legyőzzék őket, Shepardnak csapatot kell formálnia társaiból, s a misszió során többen meg is halhatnak – mindez a karakter képességeitől, illetve a korábban elvégzett vagy el nem végzett lojalitás-küldetésektől függ. A Begyűjtők bázisának mélyén kiderül, hogy az elrabolt embereket elfolyósítják, hogy DNS-üket kinyerjék, méghozzá abból a célból, hogy egy új Kaszást, az Ember-Kaszás hibridet előállítsák. Shepard és csapata végeznek vele, illetve a játékos döntésétől függően elpusztítják a bázist (és vele együtt az összes technológiát), vagy csak a szerves létformákat irtják ki rajta, a Rejtőző Fickó kérésének megfelelően.
Mint végül kiderül, a Begyűjtők mögött végig egy Kaszás állt, a Hírnök. Mivel Shepard felbosszantotta őket, a Kaszások teljes létszámukban útnak indulnak a Tejútrendszer felé a mélyűrből, hogy egyszer és mindenkorra leszámoljanak a rebellis fajokkal.
Az "Arrival" DLC megléte esetén a történet tovább folytatódik egy utolsó küldetéssel. Dr. Amanda Kenson tudós, aki a Kaszások visszatérését igyekszik késleltetni, eltűnik batáriai területen. Shepard a nyomába ered és megtudja, hogy a visszatérés már csak órák kérdése. Hogy megakadályozza őket ebben, elpusztítja a területen lévő tömegrelét egy aszteriodával, amelynek rengeteg ártatlan batáriai áldozata is lesz.
|  | Itt a vége a cselekmény részletezésének! |

## Főszereplők
- Shepard parancsnok: a játék főhőse, aki a játék kezdetekor egy csatában életét veszti, ám a Cerberus nevű, az emberiség űrdominanciáját hirdető biotikus csapat pénzt és energiát nem kímélve feltámasztja őt. Feladata ezúttal nem más, hogy a szervezet támogatásával járjon a végére, hogy miért is rabolnak el egész emberi kolóniákat a Begyűjtők névre hallgató lények. A karakter szinkronhangja férfi változatban Mark Meer, nőként Jennifer Hale.
- A Rejtőző Fickó: a Cerberus rejtélyes vezetője, aki Shepard helyreállítását finanszírozta. Keveset tudni róla, azon kívül, hogy nagyon gazdag. Kizárólag egy holokivetítőn keresztül létesíthetünk kapcsolatot vele, ahol egy csillag előtt ül a székében, és cigarettát szív. A karakternek Martin Sheen kölcsönözte a hangját.
- Garrus Vakarian: az első részből ismert szereplő. A turián most épp Arkangyal néven dolgozik azért, hogy felszámolja az elszaporodott bűnszervezeteket. Shepard épp egy ilyen banda támadása során menti meg az irháját, ám csúnyán megsebesül az arcán. Egyetlen vágya van a küldetés teljesítésén túl: elkapni régi társát, Sidonist, aki miatt egykori csapata odaveszett. A karakter szinkronhangja Brandon Keener.
- Baka: egy prototípus krogan-harcos, akit Okeer hadúr állított elő egy lombikban. Emlékeit és harci képességeit a legnagyobb kroganok emlékezetéből örökölte, valamint nagyfokú genetikai tökéletesítésen ment keresztül. Nincs azonban saját klánja és a krogan szokásokról, hagyományokról is alig tud valamit. A játékban Shepard feladata, hogy egy beavatási rituálé során ezeket megszerezze Baka számára. A karakter szinkronhangja Steven Blum.
- Jack: egy Cerberus kísérleti alany, akin az emberek biotikus erejének növelését tesztelték. Gyermekkori traumái és a tréning során ért megaláztatások miatt ellenséges személyiség, aki megszökött a központból, és agyontetovált, bűnöző gyilkosként lett ismert. Ezért egy börtönhajóra szállították, ahol lefagyasztva tartották. Shepardnak kell elhoznia onnan. Az újdonsült csapattagnak van még egy kívánsága: le akarja rombolni szenvedéseinek helyszínét. A karakter szinkronhangja Courtenay Taylor.
- Jacob Taylor: egykori Szövetségi katona biotikus képességekkel. Ma már a Cerberusnak dolgozik, miután szerinte a Szövetség veszni hagyja az emberiséget. Katonai múltja miatt tiszteli Shepardöt. Tizenhárom éve megszakadt a kapcsolata az apjával, akiről csak annyit tud, hogy egy lezuhant, de épségben maradt űrhajóval szenvedett hajótörést egy bolygón, és mindenáron szeretné megkeresni őt. A karakter szinkronhangja Adam lazarre-White.
- Mordin Solus: szalári tudós, egyben képzett harcos. Hiperaktivitása, gyors beszéde és egyszerűsítő beszédmódja miatt kissé komikus. Azok között volt, akik kifejlesztették a kroganok szaporodását gátló vírusok módosított változatát, ám emiatt nem érez lelkiismeret-furdalást. Egyik tanítványa most a gyógymódon dolgozik, és mindenképpen fel szeretné őt keresni. A karakter szinkronhangja Michael Beattie.
- Samara: aszári igazságosztó, aki nagyszerű biotikus képességekkel rendelkezik. Életét arra tette fel, hogy megtalálja és megölje a saját lányát, aki életek százaiért felelős. Küldetése során Sheparddel meg is keresik Morinth-ot, végül összecsapnak, és a játékosnak döntenie kell, hogy melyikük maradjon életben. Így akár Morinth is a csapat tagja lehet. Morinth azonban egy Ardat-Yakshi, fajának egy speciális példánya, így Shepard nem kerülhet vele intim viszonyba, különben az életével fizet. Samara szinkronhangja Maggie Baird, Morinthé Natalia Cigliutti.
- Légió: a játék vége felé csatlakozik a csapathoz egy intelligensnek tűnő geth. Ő lesz az, aki elmeséli, hogy a Kaszások megbolondították az ő népét is, akiknek egy része (az eretnekek) kezdték el őket tisztelni. Légió beszámolói alapján tehát a gethek többsége nem olyan rossz és elvetemült, mint a harctéren láthatók. Kérésére el kell mennie Shepardnak egy geth bázisra, ahol egy vírus segítségével szeretné átírni az eretnek getheket – vagy épp elpusztítani őket. Szinkronhangja D.C. Douglas.
- Miranda Lawson: egy Cerberus ügynök, akit géntechnológiával a saját apja kedvére készítettek el. Teljes mértékben lojális a szervezethez, noha érzései az út során meginognak. Van egy húga is, akit mindenképpen szeretne biztonságban tudni. A karaktert Yvonne Strahovski modell-színésznőről mintázták, és a hangját is ő kölcsönzi.
- Thane Krios: drell bérgyilkos, aki halálos betegségben szenved, s azért csatlakozik a csapathoz, hogy hátralévő életét harcban és dicsőségben tölthesse el. Nagyszerűen bánik a fegyverekkel, de képzett biotikus is. A feleségét évekkel ezelőtt megölték, s ezért magára kellett hagynia fiát, ami miatt a mai napig nyugtalan. Halála előtt szeretné még egyszer látni, hogy mit csinál a fia, akiről oly sok rosszat hallott. A karakter szinkronhangja Keythe Farley.
- Tali'Zorah vas Neema: kvarián tudósnő, aki már az első részben is szerepelt, és a játék során többször is találkozunk vele, mígnem egy geth rajtaütés felszámolása után csatlakozik a csapathoz. Népe, a Vándorflotta perbe fogja őt, amiért egy működőképes geth-et vitt az egyik hajójukra, ami szigorúan tilos. Tali azonban váltig állítja, hogy ez nem igaz, és csak az apja kísérleteihez vitte alkatrésznek – ezért utána szeretne járni az ügynek. Később Tali'Zorah vas Normandy néven lesz ismeretes. Szinkronhangja Liz Sroka.
- Zaeed Massani: az első letölthető DLC-vel aktiválható karakter. Kegyetlen és irgalmatlan fejvadász, akitől galaxis-szerte félnek. A Rejtőző Fickó fizeti a zsoldját, így szívesen beáll a csapatba. Valamit azonban meg kell tenni érte: a Kék Napok zsoldoscsapat vezetőjével kell régi sérelmeit rendeznie. Szinkronhangja Robin Sachs.
- Kasumi Goto: a második DLC-vel aktiválható karakter. Egy mestertolvaj, akit Shepard a Cerberus kérésére keres meg. Nem csatlakozik azonban feltétel nélkül a csapathoz: vissza szeretné kapni szerelme elveszett emlékeinek egy részét, melyet egy különös szerkezetben tárolnak, s rossz kezekbe került. Szinkronhangja Kym Hoy.
- Jeff "Joker" Moreau: a Normandia pilótája, tehetséges, kissé csipkelődő stílusú, aki egy veleszületett rendellenesség (üvegcsont-szindróma) miatt nehezen tud járni. Szinkronhangja Seth Green.
- EDI: a Normandia védelmi rendszereit vezérlő mesterséges intelligencia. Szinkronhangja Tricia Helfer.

## Fejlesztése
A játk fejlesztésében jelentős volt Casey Hudson producer munkája, aki már az első részt is felügyelte. Mielőtt hozzákezdtek volna, összeállítottak egy listát a rajongók, a kritikusok és a stábtagok véleményéből. A fő cél az volt, hogy ne csak egy játék legyen, hanem sokkal inkább egy élmény. Mivel az első résznél a főküldetések voltak csak igazán kidolgozva, így elsődleges szemponttá vált, hogy a mellékküldetések is legyenek legalább annyira részletesek és izgalmasak. Azt is kitalálták, hogy legyenek úgynevezett lojalitás-küldetések, amelyek elvégzése kulcsfontosságú a karakterek túlélése szempontjából. Hudson szerint az érdekes az, hogy a játékosok majd azt gondolják, hogy az nem nagy sztori, hogy össze kelljen verbuválni egy csapatot és el kelljen indulni egy küldetésre, miközben ez maga a történet.
Kezdetben a már meglévő harcrendszer finomhangolásán dolgoztak, a szerepjátékos elemek csak ezt követően kerültek egyáltalán be. Mivel nem volt korábban lövöldözős játékfejlesztéssel tapasztalatuk, három hónapon keresztül csak ezzel foglalkoztak. Pontosabb célzási lehetőséget fejlesztettek és az egyes testrészek külön sérülhettek. A játékba eleinte 19 különböző fegyver került be, melyeknek összesen 108 különféle tuningváltozata létezett. Eleinte nem szerepelt benne a fogyó lőszer sem, az a későbbi tesztelésnél került csak képbe.
A valós idejű játékmenet és a fedezékbe húzódás fontossága kiemelt jelentőségű lett, mert úgy érezték, hogy a játék pillanatokra történő megállítása csak megtöri a ritmust. Ezért a kezelőfelületet is kibővítették, hogy több mindent lehessen közvetlenül elérni. Hogy a játékosok ne szoruljanak rá az elsősegélycsomagokra, bevezették az újratöltődő életerőt. Valamivel jellegzetesebbé tették az egyes karakterosztályokat, hogy érezhető különbség legyen a játékstílusban. Mivel korábban számos kritika érte a HUD-ot, azt is átalakították, ahogy a nehezen kezelhető tárgytárolót is.
Teljes egészében átalakították a bolygók felfedezését. A nagy sivár terep helyett jellegzetes, jól kidolgozott helyszínek épültek, amivel motiválni próbálták a játékosokat. Eleinte még gondolkodtak egy járműben, amely a Mékónál jobb manőverezést biztosítana, de erről letettek. A párbeszédeket megszakító közbelépések már az első részben is benne lettek volna, most pedig újra elővették, és összességében is gyorsítottak a dialógusokon.
Mivel már eleve egy trilógiában gondolkoztak, a Mass Effect 2 fejlesztése rögtön az első rész megjelenése után elkezdődött. Ahogy azt, úgy ezt is az Unreal 3 grafikus motor hajtotta, a fejlesztők által hozzáépített keretrendszerrel, ami lehetővé tette, hogy ne kelljen mindent a nulláról megírniuk. Jobb lett a memóriakezelés, magasabb felbontásúak lettek a textúrák, jobb a képfrissítés és a megvilágítás.
Összesen 90 szinkronszínész szólaltatott meg 546 különböző karaktert több mint 25 ezer sor dialógus erejéig. A Matinee nevű eszközzel a párbeszédek során animálni is tudták a karaktereket. A fejlesztés közel két évig tartott és csaknem százötvenen vettek benne részt. Hátráltatta őket a gazdasági válság miatt szűkebbre szabott költségvetés és a 2009-es influenzapandémia, ami a stáb jelentős részét ledöntötte a lábáról.
A BioWare eleinte tagadta, hogy készülne PlayStation 3-változat is, pedig a játék kódjában voltak erre nézve utalások. Erre csak annyit válaszoltak, hogy az Unreal Engine 3 keresztplatformos, így természetes, ha benne van. Egy évvel később aztán mégis megjelenhetett, méghozzá módosított grafikus motorral, amely a Mass Effect 3-hoz készült. A szebb karaktermodellek mellett a DualShock 3 kontroller képességeire történt még átírás.
A zenék többségét, ahogy az első résznél is, Jack Wall szerezte, de közreműködött még Sam Hulick, David Kates és Jimmy Hinson is. A hangzásvilága a betétdaloknak jóval komorabb és baljós hangulatú, nagyzenekari és sci-fi elemekkel, sokat merítve a "Szárnyas fejvadász" című filmből és a Tangerine Dream munkásságából.

## Kiegészítők
A Mass Effect 2-höz már a kezdetektől fogva elérhetőek voltak különféle letölthető tartalmak. Ezek egy része a beépített Cerberus Network-ön keresztül volt elérhető, másokat pedig különféle helyeken lehetett megvásárolni. Amikor a játék elérhetővé vált az Electronic Arts saját digitális áruházában (Origin), ezeket már ott is meg lehetett venni, miután a Cerberus Network leállt. Később valamennyi kiegészítőt ingyenesen elérhetővé tettek az alapjátékban is, 2021-ben a Legendary Edition-ben már alapértelmezés szerint szerepeltek.

### Küldetések
- A Normandia becsapódási helye: egy plusz küldetés erejéig bejárhatóvá vált régi űrhajónk roncsa, és elhelyezhettük a megemlékezés szobrát (2010. január 26.)[19]
- Zaeed – A bosszú ára: két új küldetés, egy új csapattárs, egy nehézfegyver és további apróságok. Zaeed Massani fejvadásszal és történetével foglalkozik, aki a Kék Napok zsoldoskompánia alapítója volt (2010. január 28.)[20]
- Firewalker: öt új küldetés erejéig repülhetünk az M-44 Hammerhead siklóval (2010. március 23.)[21]
- Kasumi – Ellopott emlékek: két új küldetés, egy új csapattag, egy fegyver és más apróságok. Kasumi Goto mestertolvajjal ismerkedhetünk meg és végezhetünk el vele egy "Ocean's Eleven" beütésű küldetést. A PlayStation 3-változatban alapértelmezésben benne volt (2010. április 6.)[22]
- Overlord: öt új küldetés erejéig játhatunk utána egy elszabadult mesterséges intelligenciának, mely mögött sokkal súlyosabb titkok húzódnak. A PlayStation 3-változatban alapértelmezésben benne volt. (2010. június 15.)[23]
- Az Árnybróker rejtekhelye: egy nagy küldetés erejéig újra találkozhatunk az első részből ismert Liara T'Sonival, aki a rejtélyes Árnybróker nyomában jár. A PlayStation 3-változatban alapértelmezésben szerepel. (2010. szeptember 7.)[24]
- Genesis: egy digitális képregény, amely a játék elején az első rész történéseit kapcsolja össze a másodikkal. Elkészítése a PlayStation 3-változattal van összefüggésben, a Mass Effect ugyanis soha nem jelent meg PS3-ra, ezért kreálni kellett hozzá valamilyen felvezetést. (2011. január 18.)[25]
- Arrival: egy nagy küldetés erejéig igyekeznünk kell késlelteni a Kaszások visszatérését, kerüljön bármibe (2011. március 29.)[26]

### Fegyverek és páncélok
- Begyűjtő fegyver és páncél
- Terminus fegyver és páncél
- Vérsárkány páncél
- Recon Hood
- Sentry Interface
- Umbra Visor
- Cerberus fegyver és páncél
- Arc Projector
- Incisor mesterlövészpuska
- Inferno páncél
- 1. alternatív megjelenés csomag (Jack, Thane, Garrus)
- Equalizer páncél
- 2. alternatív megjelenés csomag (Tali, Miranda, Baka)